# 锡莫尔
锡莫尔（法語：Simorre，法語發音：[simɔʁ]）是法国热尔省的一个市镇，属于欧什区。

## 地理
锡莫尔（43°27'1"N, 0°44'6"E）面积35.85 平方千米，位于法国奧克西塔尼大區热尔省，该省份为法国西南部内陆省份，北起顺时针与洛特-加龙省、塔恩-加龙省、上加龙省、上比利牛斯省、大西洋比利牛斯省和朗德省接壤。
与锡莫尔接壤的市镇（或旧市镇、城区）包括：阿斯塔拉克自由城、贝特卡沃-阿甘、法热阿巴蒂亚勒、拉马盖尔、佩勒菲格、萨巴扬、圣埃利、塞梅济-卡尚、塔舒瓦尔、图尔南。

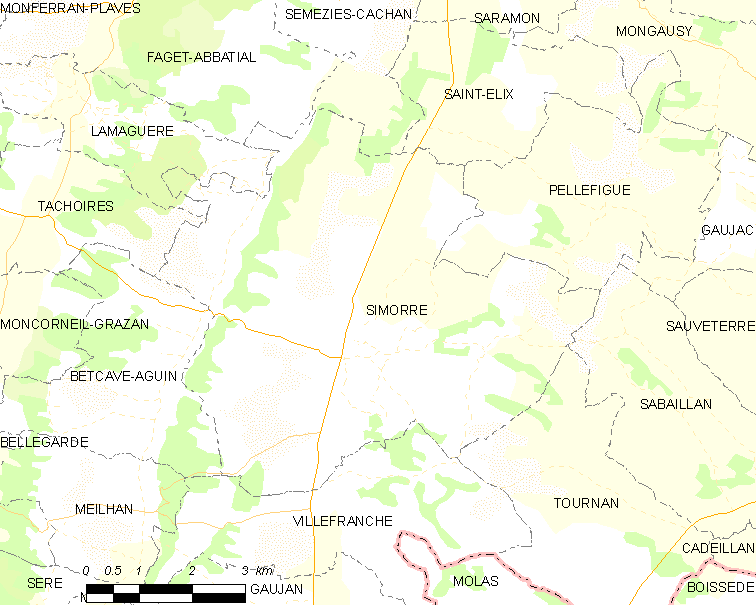
锡莫尔的OSM定位图

锡莫尔的时区为UTC+01:00、UTC+02:00（夏令时）。

## 行政
锡莫尔的邮政编码为32420，INSEE市镇编码为32433。

## 政治
锡莫尔所属的省级选区为萨沃河谷县。

## 人口

1962-2008年间锡莫尔人口变化图示

锡莫尔于2022年1月1日时的人口数量为695人。